# The Times Literary Supplement
The Times Literary Supplement, förkortat TLS, är en brittisk litteraturtidskrift. Den började utkomma 1902 som en bilaga till The Times och är den engelskspråkiga världens mest ansedda litteraturtidskrift.

## Historik
TLS utkom som bilaga till The Times 1902, men blev 1914 en egen publikation. Många kända författare har bidragit, bland andra T. S. Eliot, Henry James och Virginia Woolf, men artiklarna var mestadels anonyma fram till 1974. Från det året, när John Gross blev redaktör, blev det allt vanligare med signerade artiklar. Detta ledde till häftiga debatter, men Gross stod på sig. Han menade att anonymiteten fyllde sin funktion, när även övriga publikationer var osignerade, men att tiden kommit för kritikerna och artikelförfattarna att stå för sina åsikter.
På senare år har en lång rad kända författare bidragit med essäer, recensioner och dikter, bland andra John Ashbery, Italo Calvino, Patricia Highsmith, Milan Kundera, Philip Larkin, Mario Vargas Llosa, Joseph Brodsky, Gore Vidal, Orhan Pamuk, Geoffrey Hill,  Seamus Heaney, Paul Muldoon, V.S. Naipaul, Doris Lessing, Ursula le Guin, Angela Carter, Margaret Atwood, Svetlana Aleksijevitj och Ali Smith.
TLS säger sig vara den enda engelskspråkiga tidskrift som recenserar böcker utgivna på andra språk och recenserar förutom litteratur även andra konstarter som film, teater, opera.

## Redaktörer
- James Thursfield, 1902
- Bruce Richmond, 1902
- David Leslie Murray, 1938
- Stanley Morison, 1945
- Alan Pryce-Jones, 1948
- Arthur Crook, 1959
- John Gross, 1974
- Jeremy Treglown, 1981
- Ferdinand Mount, 1991
- Peter Stothard, 2003